# Кюне, Марк
Марк Кюне (нем. Marc Kühne, 6 сентября 1976, Галле, Саксония-Анхальт) — немецкий бобслеист, разгоняющий, выступавший за сборную Германии в 2000-е годы. Чемпион мира среди смешанных команд по бобслею и скелетону, участник зимних Олимпийских игр 2006 года в Турине.

## Биография
Марк Кюне родился 6 сентября 1976 года в городе Галле, земля Саксония-Анхальт. С детства полюбил спорт, занимался лёгкой атлетикой, в частности, выступал в десятиборье. Поступив на службу в вооружённые силы Бундесвер, продолжил тренировки в составе специализированных спортивных подразделений. Однажды во время очередных сборов случайно стал свидетелем тренировок бобслеистов и заинтересовался этим видом спорта, а в 1998 году стал членом сборной Германии по бобслею, присоединившись к ней в качестве разгоняющего.
Первое время выступал преимущественно в составе экипажей пилота Маттиаса Хёфнера, вместе они одержали победу на молодёжном чемпионате мира 2002 года, приехав первыми, как в двойках, так и четвёрках. На взрослых чемпионатах мира Кюне часто подбирался вплотную к призовым позициям, но долгое время оставался без трофеев: восьмое место на мировом первенстве 2003 года, четвёртое в следующем году, седьмое на соревнованиях 2005-го. Кроме того, в 2003 году сразу в двух дисциплинах получил титул чемпиона Германии, не менее удачно провёл и следующий сезон.
Благодаря этим успешным выступлениям в 2006 году Кюне удостоился права защищать честь страны на Олимпийских играх в Турине, вместе с Хёфнером участвовал в программе двухместных экипажей, но немного не дотянул до призовых мест, приехав пятым. После того как в 2007 году Хёфнер получил травму, Кюне перешёл в команду пилота Рене Шписа, но тот вскоре оставил большой спорт, поэтому спортсмен оказался в команде Карла Ангерера. На чемпионате мира в швейцарском Санкт-Морице он взял бронзу в зачёте смешанных команд, а на мировом первенстве 2009 года в американском Лейк-Плэсиде, когда разгонял боб Томаса Флоршюца, выиграл серебро в двойках. Вскоре после этих соревнований Марк Кюне принял решение завершить карьеру профессионального спортсмена, уступив место молодым немецким бобслеистам.